# (7355) Bottke
(7355) Bottke es un asteroide perteneciente al Cinturón de asteroides descubierto el 25 de abril de 1995 por el equipo del Spacewatch desde el Observatorio Nacional de Kitt Peak, Estados Unidos.

## Designación y nombre
Bottke recibió al principio la designación de 1995 HN2.
Más adelante, en 1998,  fue nombrado en honor a William F. Bottke, Jr., quien es conocido por su investigación sobre la evolución dinámica y por colisión de planetas menores. También ha contribuido al estudio del origen y evolución de los NEO, en particular mediante el análisis de la formación de cráteres de doblete encontrados en los planetas terrestres.

## Características orbitales
Bottke está situado a una distancia media de 2,258 ua del Sol, pudiendo alejarse hasta 2,631 ua y acercarse hasta 1,885 ua. Su inclinación orbital es 7,663 grados y la excentricidad 0,165. Emplea 1239,34 días en completar una órbita alrededor del Sol.

## Características físicas
La magnitud absoluta de Howell es 13,45. Tiene 5,106 km de diámetro y su albedo se estima en 0,390.

## Satélites
Bottke posee un satélite descubierto en 2023 y que todavía no ha recibido denominación.